# La Mazière-aux-Bons-Hommes
Pour les articles homonymes, voir Mazières (homonymie).
La Mazière-aux-Bons-Hommes est une commune française située dans le département de la Creuse en région Nouvelle-Aquitaine.

## Géographie
| Saint-Bard    | Lioux-les-Monges           |           |
| La Villeneuve | La Mazière-aux-Bons-Hommes | Mérinchal |
| Basville      | La Celle                   |           |

Du point de vue géomorphologique, la commune a un relief de moyenne montagne constitué par des plateaux granitiques collineux de transition entre les reliefs alvéolaires du plateau de Millevaches et les étendues plus planes des plateaux des Combrailles. Plus concrètement, elle se trouve entre la commune de Basville, localement dernière commune adhérente du Parc Naturel Régional de Millevaches dans sa partie Nord Ouest, et la commune de Mérinchal, considérée comme porte des Combrailles en ayant sur son territoire la source du Cher.
Le point le plus haut de la commune est à 794 m d'altitude, sur une butte en limite de la commune au nord du lieu-dit Le Chalard.
On trouve ensuite deux collines qui atteignent 789 m d'altitude :
- à l'ouest du hameau La Mazière, chef lieu de la commune, une colline qui le domine, au lieu-dit La Garde.
- au nord de la commune au sommet de la colline qui surplombe le village de Lascaux-Fauchez, où ont été implantés un pylône qui sert d'antenne-relai de téléphone mobile et un château d'eau pour la distribution d'eau.

La commune a relevé des régions historiques de la Haute Marche et de l'Auvergne suivant les variations dans le temps de leurs limites, elle a fait également partie du Franc-Alleu[réf. souhaitée].
Le territoire de la commune est riches de sources qui alimentent rus et ruisseaux, qui alimentent eux-mêmes des étangs locaux notables, tel le ruisseau de Ruelle qui prend ses sources aux Fourches, aux Vergnes et à la Grande Naute avant de se jeter dans l'étang de Létrade pour en prendre le nom. Une source aux Rudoux alimente un ruisseau qui se jette à l'étang de Tyx, pour former le ruisseau de Tyx par la suite. Les eaux de ces deux ruisseaux font partie du bassin hydrographique de la Sioule, affluent de l'Allier.
Sur la commune également se trouve l'une des sources de la rivière de la Tardes, près du lieu-dit Le Chalard, qui est un affluent du Cher. Le nord de la commune correspond au bassin versant de la rivière Roudeau qui se jette dans la Tardes à La Taverne de Saint-Silvain-Bellegarde.
On a donc sur la commune la ligne de partage des eaux entre deux bassins versants de deux affluents majeurs de la Loire, le Cher par la Tardes, et l'Allier par le Sioulet et la Sioule, eaux qui mettront plus de 200 km pour se rejoindre dans la Loire ensuite entre Nevers et Tours.

### Villages de cette commune
La Mazière, chef-lieu

Le Sibioux

Neuvialle

La Rebeyrolle

Le Cherbaudy

Lacaux-Faucher

Le Chalard

Font Razé

### Climat
Pour des articles plus généraux, voir Climat de la Nouvelle-Aquitaine et Climat de la Creuse.
Historiquement, la commune est exposée à un climat montagnard.  
En 2020, Météo-France publie une typologie des climats de la France métropolitaine dans laquelle la commune est exposée à un climat de montagne et est dans la région climatique  Ouest et nord-ouest du Massif Central, caractérisée par une pluviométrie annuelle de 900 à 1 500 mm, maximale en automne et en hiver.
Pour la période 1971-2000, la température annuelle moyenne est de 9 °C, avec une amplitude thermique annuelle de 14,9 °C. Le cumul annuel moyen de précipitations est de 1 025 mm, avec 12,4 jours de précipitations en janvier et 8,3 jours en juillet. Pour la période 1991-2020, la température moyenne annuelle observée sur la station météorologique la plus proche, située sur la commune de Lupersat à 13 km à vol d'oiseau, est de 10,8 °C et le cumul annuel moyen de précipitations est de 934,9 mm,. Pour l'avenir, les paramètres climatiques de la commune estimés pour 2050 selon différents scénarios d'émission de gaz à effet de serre sont consultables sur un site dédié publié par Météo-France en novembre 2022.

## Urbanisme

### Typologie
Au 1er janvier 2024, La Mazière-aux-Bons-Hommes est catégorisée commune rurale à habitat très dispersé, selon la nouvelle grille communale de densité à 7 niveaux définie par l'Insee en 2022.
Elle est située hors unité urbaine et hors attraction des villes,.

### Occupation des sols
L'occupation des sols de la commune, telle qu'elle ressort de la base de données européenne d’occupation biophysique des sols Corine Land Cover (CLC), est marquée par l'importance des territoires agricoles (58,1 % en 2018), une proportion sensiblement équivalente à celle de 1990 (58,3 %). La répartition détaillée en 2018 est la suivante : 
prairies (54,2 %), forêts (41,9 %), zones agricoles hétérogènes (4 %). L'évolution de l’occupation des sols de la commune et de ses infrastructures peut être observée sur les différentes représentations cartographiques du territoire : la carte de Cassini (XVIIIe siècle), la carte d'état-major (1820-1866) et les cartes ou photos aériennes de l'IGN pour la période actuelle (1950 à aujourd'hui).

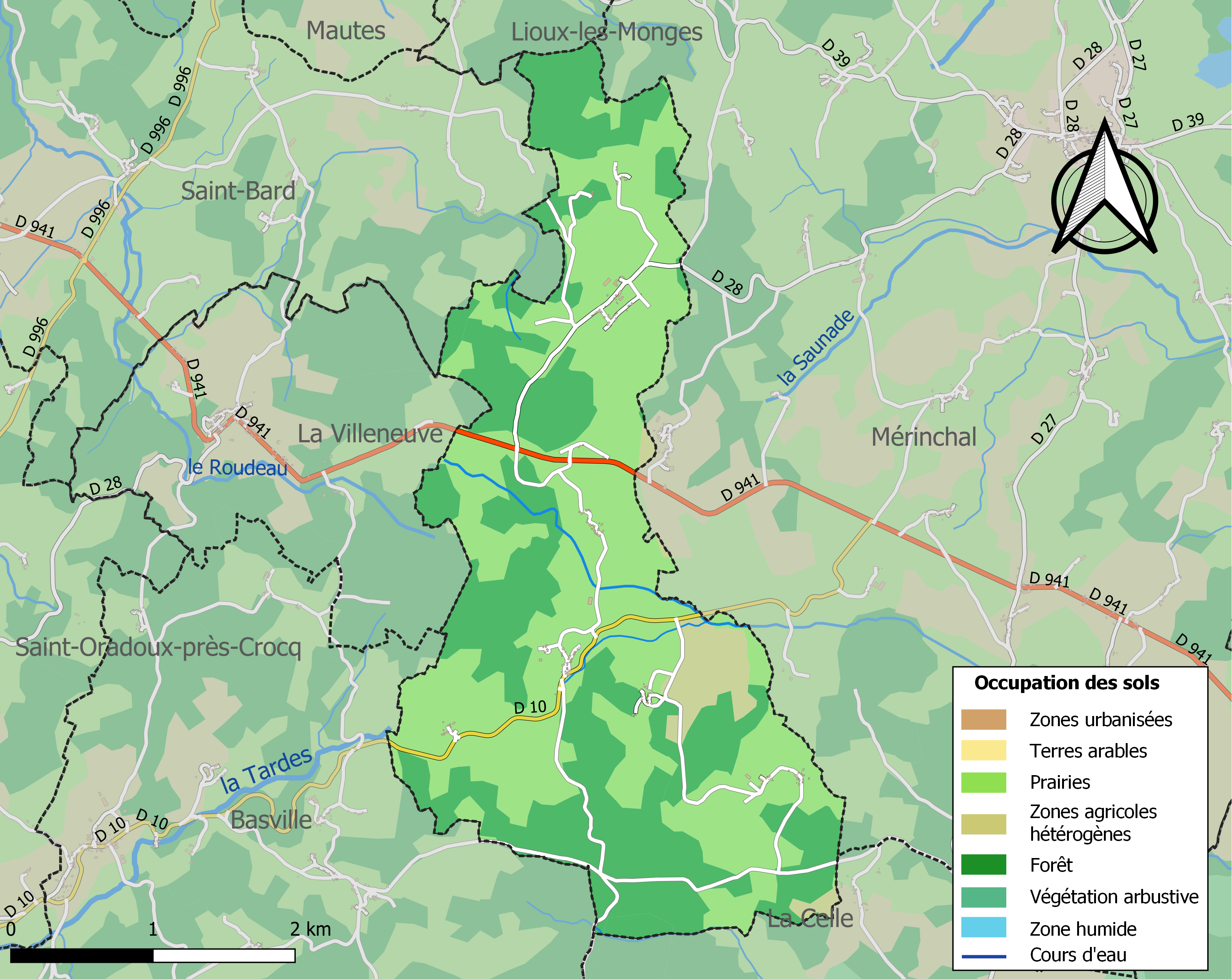
Carte des infrastructures et de l'occupation des sols de la commune en 2018 (CLC).

### Risques majeurs
Le territoire de la commune de La Mazière-aux-Bons-Hommes est vulnérable à différents aléas naturels : météorologiques (tempête, orage, neige, grand froid, canicule ou sécheresse) et séisme (sismicité faible). Il est également exposé à un risque particulier : le risque de radon. Un site publié par le BRGM permet d'évaluer simplement et rapidement les risques d'un bien localisé soit par son adresse soit par le numéro de sa parcelle.

#### Risques naturels

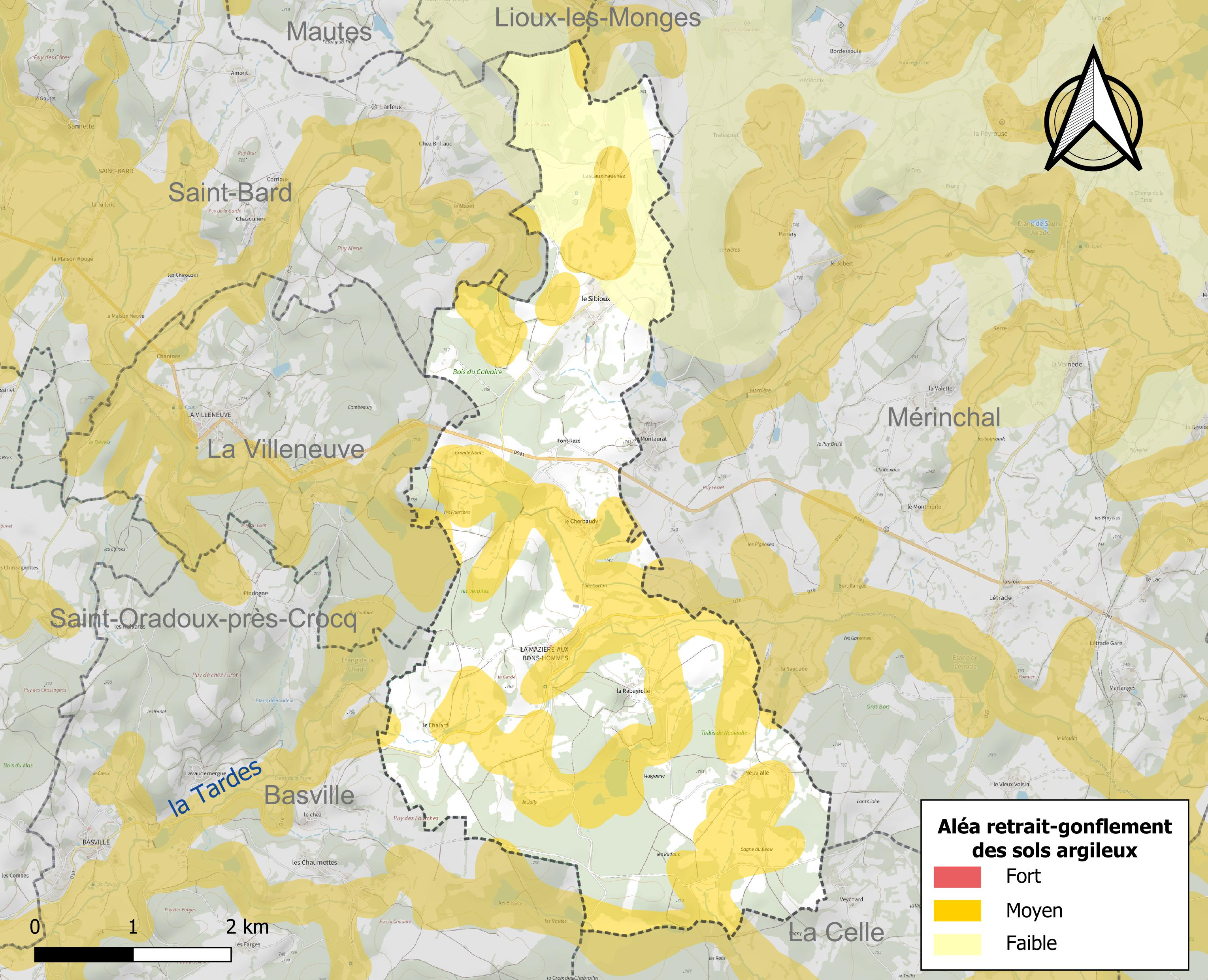
Carte des zones d'aléa retrait-gonflement des sols argileux de La Mazière-aux-Bons-Hommes.

Le retrait-gonflement des sols argileux est susceptible d'engendrer des dommages importants aux bâtiments en cas d’alternance de périodes de sécheresse et de pluie. 41,2 % de la superficie communale est en aléa moyen ou fort (33,6 % au niveau départemental et 48,5 % au niveau national). Sur les 53 bâtiments dénombrés sur la commune en 2019,  27 sont en aléa moyen ou fort, soit 51 %, à comparer aux 25 % au niveau départemental et 54 % au niveau national. Une cartographie de l'exposition du territoire national au retrait gonflement des sols argileux est disponible sur le site du BRGM,.
Par ailleurs, afin de mieux appréhender le risque d’affaissement de terrain, l'inventaire national des cavités souterraines permet de localiser celles situées sur la commune.
La commune a été reconnue en état de catastrophe naturelle au titre des dommages causés par les inondations et coulées de boue survenues en 1982 et 1999. Concernant les mouvements de terrains, la commune a été reconnue en état de catastrophe naturelle au titre des dommages causés par des mouvements de terrain en 1999.

#### Risque particulier
Dans plusieurs parties du territoire national, le radon, accumulé dans certains logements ou autres locaux, peut constituer une source significative d’exposition de la population aux rayonnements ionisants. Certaines communes du département sont concernées par le risque radon à un niveau plus ou moins élevé. Selon la classification de 2018, la commune de La Mazière-aux-Bons-Hommes est classée en zone 3, à savoir zone à potentiel radon significatif.

## Histoire
L'occupation humaine sur la commune remonte à l'Antiquité : en effet, le 1er avril 1777, une sépulture gallo-romaine a été découverte dans une plaine à 150 m du bourg. L'enveloppe en granit, formée de deux pierres, renfermait une urne en poterie dans laquelle se trouvaient des débris d'ossements et une lame de poignard en fer. Autour ont été trouvés du charbon, de la cendre et des clous en fer.
La commune a abrité autrefois un monastère au château de Cherbaudy. Les anciens moines de Grandmont qui l'habitaient vivaient d'aumônes, et les partageaient avec les malheureux, c'est pourquoi on les appelait les « Bonshommes ». C'est ce qui explique le qualificatif de aux Bons-Hommes donné à cette commune.
Selon la légende, la recette du gâteau « Le Creusois » serait issue d'un parchemin découvert dans cet ancien monastère. André Lecler décrit bien les familles qui ont possédé Cherbaudy, mais il a malheureusement propagé un faux concernant les frères de Grandmont (frater dans les chartes et jamais moine, institution rejetée par le Fondateur Etienne de Muret dans le Liber de Doctrina). La plus proche dépendance grandmontaine serait Chavanon commune de Combronde, Puy de Dome. Quant à la dépendance des Hospitaliers, elle était alors diocèse de Clermont, archiprêtré d’Herment. Dans le Pouillé de Clermont de 1535, il est écrit  St Joannis de Mazieres sans plus: Pouillés des diocèses de Clermont et de Saint-Flour du XIVe au XVIIIe siècle / par M. Alexandre Bruel, p. 158, n° 983,
.
En 1942, la commune a failli être fusionnée avec celle de Basville : le 30 août de cette année, le préfet de la Creuse de l'époque avait émis une circulaire  qui le proposait, mais la population et ses représentants ont refusé cette fusion.
Il semble bien que le "creusois" soit une affaire publicitaire du XXe siècle, peut-être une légende mais sans aucun lien avec l'abbaye de Grandmont dans la Marche et aucune trace dans les archives grandmontaines ni en haute-Vienne ni en Creuse. La liste des dépendances (prieurés et celles- cellae) de Grandmont est bien connue, elle se trouve dans les archives de la Haute-Vienne I Sem 83 f° 85-89 ou dans Jean LEVESQUE, 
Annales ordinis grandimontis, Troyes 1662, p. 270... Il n'existe qu'une seule dépendance de Grandmont dans le département actuel de la Creuse, Jayat (Bord-Saint-Georges), Grandmont Châtaignier commune d'Orsennes (Indre) était en zone frontière, très proche.
Le terme boni homines (bonnes gens, ou prud'hommes)  s'applique à tous religieux à l'époque médiévale (dans ce cas l'ordre de Saint-Jean de Jérusalem et la commanderie de Tortebesse qui avait des droits y compris à Cherbaudy) Léopold NIEPCE, "le Grand prieuré d'Auvergne", Lyon, 1883p. 334; L.A. VAYSSIERE, l'ordre de Saint-Jean de Jérusalem ou de Malte, p. 144.J.-M. ALLARD, Hospitaliers et Templiers dans la Creuse Etudes creusoises n°28, 2021, p. 171. Cela s'applique aussi aux "jurés" des consulats des bonnes villes. 

### Les Hospitaliers
Les Hospitaliers de l'ordre de Saint-Jean de Jérusalem de Tortebesse possédaient l'église paroissiale de la Mazière, trois étangs, une métairie, ils y exerçaient la justice haute, moyenne et basse et percevaient également des rentes et des cens. L'étendue de leur seigneurie comprenait les villages de Lascaux Fauchez, La Rebeyrolle, La Villatte (paroisse de Saint-Alard), Le Cherbaudy, Le Sibioux et Tralesprat (paroisse de Mérinchal).

## Politique et administration
| Période                                  | Période           | Identité             | Étiquette | Qualité |
| ---------------------------------------- | ----------------- | -------------------- | --------- | --- |
| mars 2014                                | En cours          | Frédéric Perrier     | SE        | Ingénieur |
| mars 2008                                | 2014              | Jean-Louis Giraud    |           | Artisan peintre à la retraite |
| mars 1996                                | mars 2008         | Jean-Louis Desseauve |           | Agriculteur |
| 14 avril 1991                            | mars 1996         | Roger Chevalier      |           | Agriculteur |
| 5 mars 1978                              | 7 avril 1991      | Joseph Bouchon       |           | Réélu le 13 mars 1983 et le 19 mars 1989, mort le 7 avril 1991                                                                                |
| 22 mars 1959                             | 4 février 1978    | Léon Reuge           |           | Réélu le 28 mars 1965, le 28 mars 1971, et le 20 mars 1977, mort le 4 février 1978                                                            |
| 17 septembre 1944                        | 22 mars 1959      | Eugène Sabouret      |           | Président du Conseil de Libération le 17 septembre 1944, élu le 29 septembre 1944, réélu le 18 mai 1945, le 30 octobre 1947 et le 10 mai 1953 |
| 5 novembre 1942                          | 17 septembre 1944 | Docteur Rigaud       |           | Médecin au Montel-de-Gelat (63), nommé maire de la commune par l'arrêté du préfet de la Creuse du 5 novembre 1942                             |
| [mai 1942                                | novembre 1942     | Louis Reuge          |           | |
| 17 mai 1925                              | mai 1942          | Clément Chapal       |           | Réélu le 19 mai 1929, le 19 mai 1935 |
| 10 décembre 1919                         | 17 mai 1925       | Jean Prugnit         |           | |
| 19 mai 1918                              | 10 décembre 1919  | M. Petit             |           | |
| février 1917                             | mai 1918          | M. Majoux            |           | Conseiller délégué, remplaçant le maire décédé                                                                                                |
| juin 1916                                | février 1917      | M. Banet             |           | Mobilisé en juin 1916, mort en février 1917                                                                                                   |
| Les données manquantes sont à compléter. |                   |                      |           | |

## Démographie
L'évolution du nombre d'habitants est connue à travers les recensements de la population effectués dans la commune depuis 1793. Pour les communes de moins de 10 000 habitants, une enquête de recensement portant sur toute la population est réalisée tous les cinq ans, les populations de référence des années intermédiaires étant quant à elles estimées par interpolation ou extrapolation. Pour la commune, le premier recensement exhaustif entrant dans le cadre du nouveau dispositif a été réalisé en 2007.

En 2022, la commune comptait 56 habitants, en évolution de −16,42 % par rapport à 2016 (Creuse : −3,32 %, France hors Mayotte : +2,11 %).
| 1793 | 1800 | 1806 | 1821 | 1831 | 1836 | 1841 | 1846 | 1851 |
| ---- | ---- | ---- | ---- | ---- | ---- | ---- | ---- | ---- |
| 289  | 224  | 287  | 356  | 403  | 431  | 484  | 496  | 495  |

| 1856 | 1861 | 1866 | 1872 | 1876 | 1881 | 1886 | 1891 | 1896 |
| ---- | ---- | ---- | ---- | ---- | ---- | ---- | ---- | ---- |
| 446  | 371  | 376  | 346  | 332  | 325  | 281  | 280  | 266  |

| 1901 | 1906 | 1911 | 1921 | 1926 | 1931 | 1936 | 1946 | 1954 |
| ---- | ---- | ---- | ---- | ---- | ---- | ---- | ---- | ---- |
| 265  | 258  | 255  | 191  | 190  | 160  | 167  | 162  | 156  |

| 1962 | 1968 | 1975 | 1982 | 1990 | 1999 | 2006 | 2007 | 2012 |
| ---- | ---- | ---- | ---- | ---- | ---- | ---- | ---- | ---- |
| 134  | 110  | 96   | 99   | 96   | 73   | 63   | 61   | 70   |

| 2017 | 2022 | - | - | - | - | - | - | - |
| ---- | ---- | - | - | - | - | - | - | - |
| 65   | 56   | - | - | - | - | - | - | - |

## Économie
Il n'y a pas de bureau de tabac à La Mazière-aux-Bons-Hommes.

## Culture locale et patrimoine

### Lieux et monuments

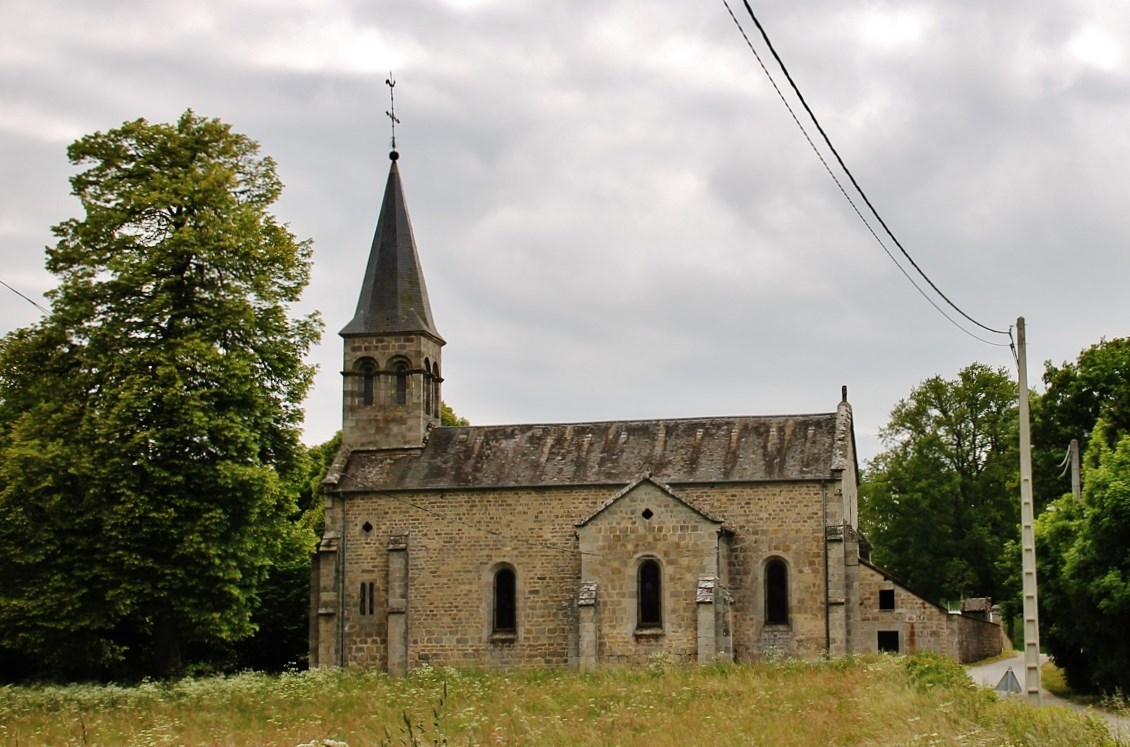
L'église paroissiale Saint-Jean-Baptiste.

- L'église actuelle, sous le vocable de Saint-Jean-Baptiste, a remplacé l'ancienne église en 1868. Elle est inscrite à l'Inventaire général du patrimoine culturel[26]. La paroisse était membre de la commanderie de Tortebesse jusqu'à la Révolution française[20].
- Fontaine de la Saint-Jean.
- Croix de la Bataille.

### Héraldique
| Blason de La Mazière-aux-Bons-Hommes | Blason  | Écartelé : au 1er de gueules à la croix de Malte d'argent, au 2e d'or au gonfanon de gueules frangé et bouclé de sinople, au 3e d'hermine plain, au 4e d'azur au buste de moine d'or. |
| Blason de La Mazière-aux-Bons-Hommes | Détails | Le 1er évoque le fait que l'ancien monastère de la commune était une annexe de l'ordre de Saint-Jean de Jérusalem. Le 2e et 3e renvoient respectivement à l'appartenance de la commune à l'ancien comté d'Auvergne et à la région du Limousin. Le dernier représente les moines de l'ancien monastère local, appelés les « Bonshommes », qui donna le qualificatif de aux Bons-Hommes à la commune. Blason utilisé par la commune. |